# Midas Dekkers
Wandert Jacobus Dekkers, beter bekend als Midas Dekkers (Haarlem, 22 april 1946), is een Nederlandse bioloog, presentator en schrijver van fictie en non-fictie voor kinderen en volwassenen. Op zijn achttiende heeft hij zichzelf de naam Midas (naar Midas Wolf uit Donald Duck) aangemeten.
Midas Dekkers werd geboren in een rooms-katholiek gezin en ging als kind naar katholieke scholen.
De bekende kinderboekenschrijver schreef ruim vijftig kinder- en jeugdboeken, waarvan de meeste verhalen bevatten. In zijn niet-fictionele jeugdboeken schrijft Dekkers over aan de biologie gerelateerde onderwerpen. Daarnaast schrijft Dekkers fictioneel proza voor volwassenen. Als bioloog is Dekkers bekend door zijn scherpe observaties. Biologisch-wetenschappelijke thema’s weet hij met gevoel voor humor uit de doeken te doen. Dankzij zijn schrijfstijl kennen zijn boeken veel herdrukken. Analoog met de bioloog Dick Hillenius heeft Dekkers een veelzijdige belangstelling.
Dekkers staat ook bekend om zijn vaak tegendraadse en controversiële meningen over onderwerpen als bestialiteit, kinderen krijgen en sporten.

## Columns
Sinds 1980 was Dekkers columnist bij het VARA-radioprogramma Vroege Vogels en VARA TV Magazine. Hij stopte op 11 februari 2007 na wat volgens de VARA de 1250e column zou zijn.

## Boeken

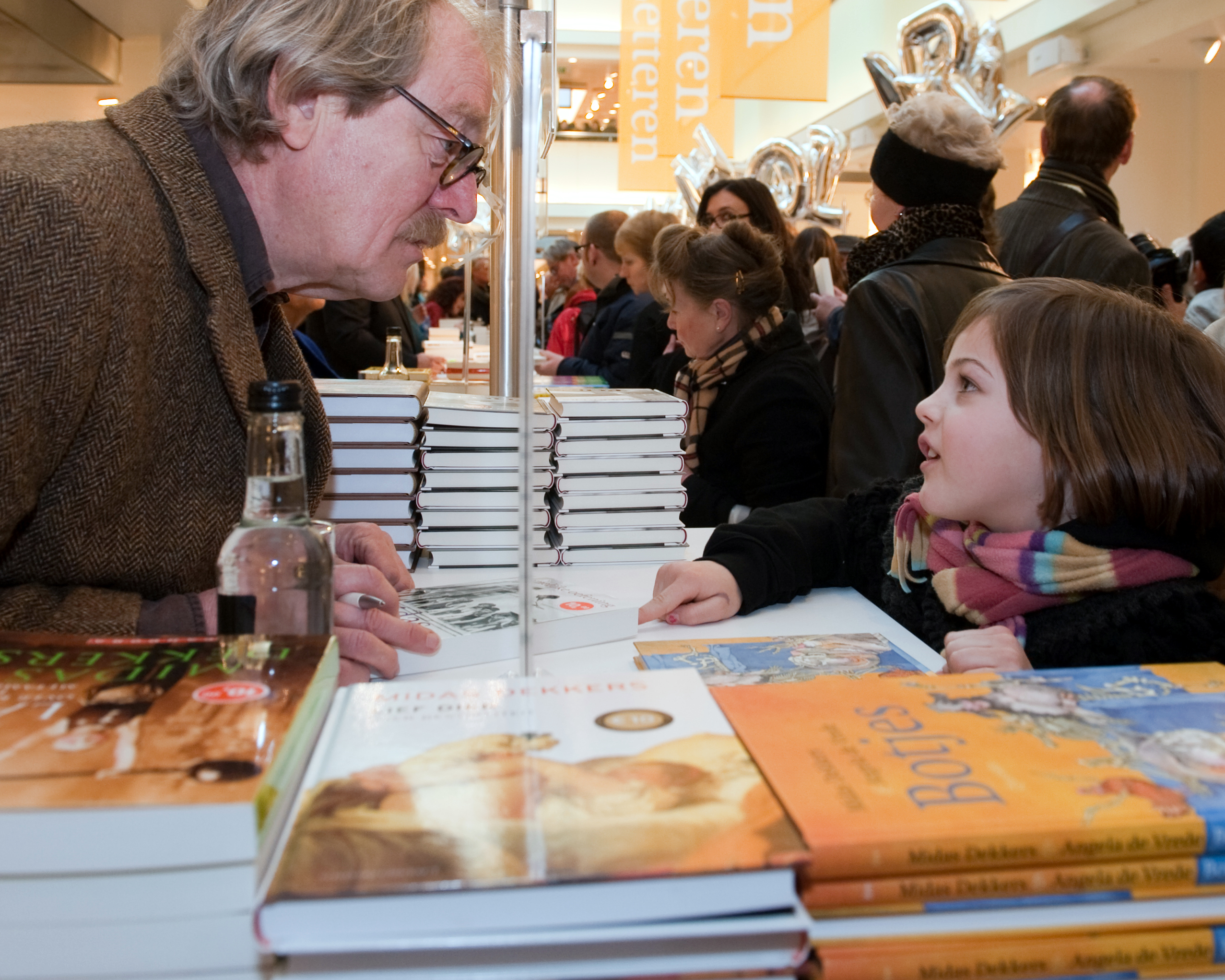
Midas Dekkers signeert een boek op het Feest der Letteren in 2010 georganiseerd door de De Bijenkorf

In zijn boek Lief Dier beschrijft Dekkers bestialiteit in de Westerse samenleving.
De Vergankelijkheid gaat over het einde dat elk leven onherroepelijk kent, en meer nog over de vraag hoe de mens omgaat met de ouderdomsfasen die aan zijn dood voorafgaan, of hoe de mens die fasen tracht te ontwijken.
In De Larf betoogt Dekkers dat de mens eigenlijk als niet-mens geboren wordt en in zijn volwassenwording een larvenfase doormaakt, net zoals vlinders. Ook is er een kritische noot in te lezen ten overstaan van het hebben van kinderen.
In augustus 2006 verscheen Lichamelijke Oefening, waarin hij de stelling ontkracht dat lichaamsbeweging en sport gezond zijn voor de mens. Dekkers schetst de ontwikkeling van sport in de recente geschiedenis (sinds het einde van de negentiende eeuw) en stelt dat deze ontstaan is uit een onwenselijke combinatie van oorlog en religie. Hij gaat voort uit te leggen dat mensen sinds de Industriële revolutie van de negentiende eeuw niet meer gewoon moe worden door het verrichten van nuttige lichaamsbeweging, maar nu hun vrije tijd gebruiken om zich af te beulen zonder dat het nut heeft.

## Bibliografie (incompleet)

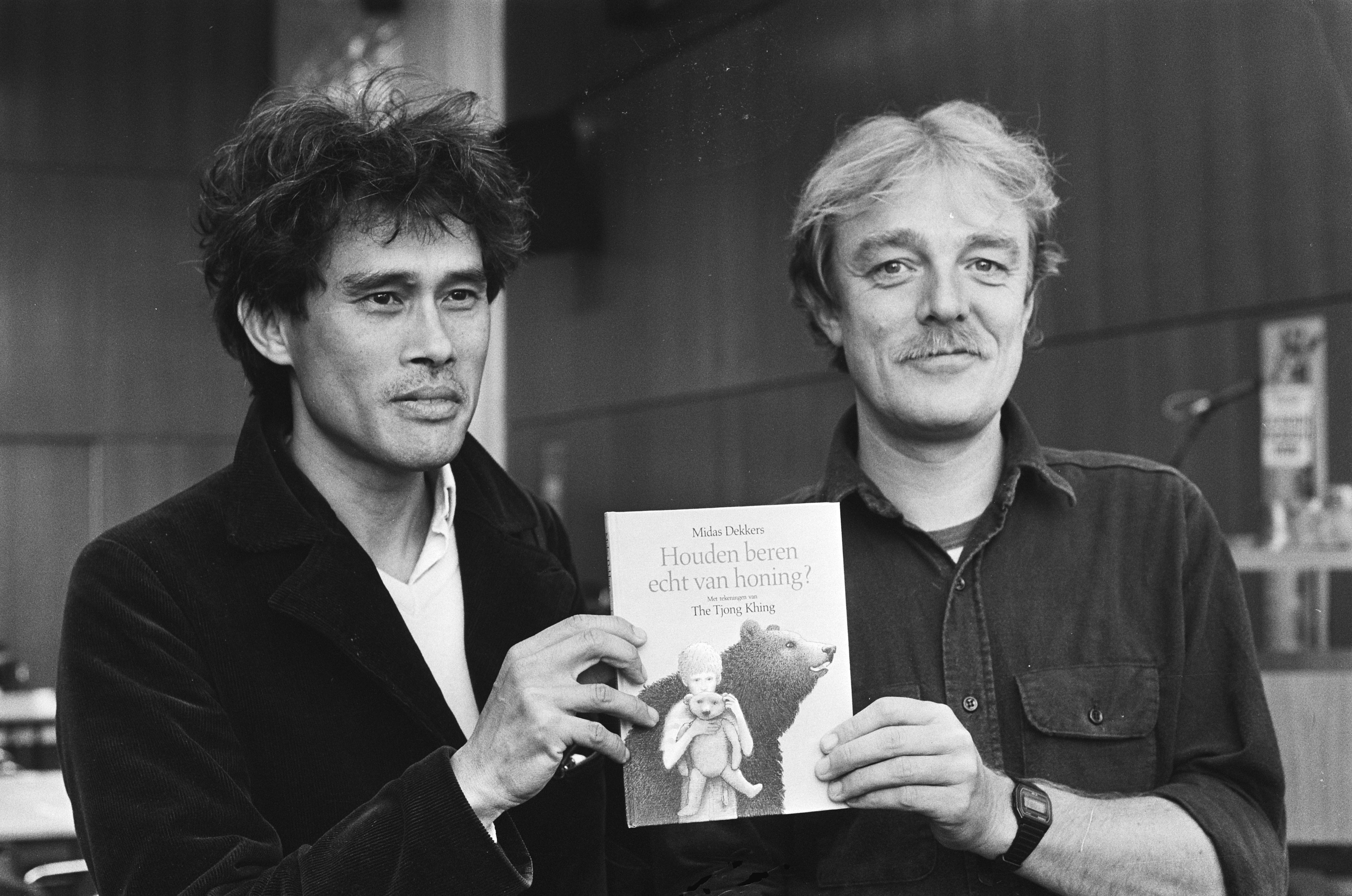
Kinderboekenweekgeschenk 1985 met Thé Tjong-Khing